# Usure des dents
 Mise en garde médicale
L’usure des dents est la perte de substance dentaire par d'autres moyens que la carie. Il s'agit d'un processus normal qui survient chez environ 97 % de la population. Processus physiologique normal se produisant tout au long de la vie, l'augmentation de la durée de vie des humains a augmenté l'incidence de la perte de surface dentaire non carieuse. L'usure des dents varie considérablement d'un individu à l'autre, avec une usure extrême et des fractures de l'émail courantes dans les échantillons archéologiques et l'érosion dentaire plus courante aujourd'hui,. 
L'usure des dents est principalement le résultat de trois processus : l'attrition, l'abrasion et l'érosion. Ces formes d'usure dentaire peuvent à la fracturation du tissu dentaire en raison de lésions de stress causées par des forces extrinsèques sur l'émail. L'usure des dents est un affection complexe et multifactorielle. La distinction entre les différents types d'usure dentaire (attrition, abrasion et érosion) permet de mettre en œuvre des interventions appropriées.  
Plusieurs indices ont été développés afin d'évaluer le degré d'usure des dents, le premier est celui de Paul Broca. En 1984, Smith et Knight développent l'indice d'usure des dents (tooth wear index TWI) qui consistent à noter l'usure sur les quatre surfaces dentaires visibles (buccale, cervicale, linguale, occlusale-incisive), quelle qu'en soit la cause. Un examen de 2008, l'indice d'usure érosive de base (Basic Erosive Wear Examination BEWE) par Bartlett et al., est maintenant également utilisé. 
Quand l'âge d'un animal est inconnu, on le calcule habituellement par l'étude de l'usure des dents. C'est le cas, par exemple, chez le cheval.